# Samedi-Jeunesse
Samedi-Jeunesse est un magazine mensuel de bande dessinée belge, créé en 1957 par les Éditions du Samedi.

## Période 1957 - 1973
L'éditeur responsable est successivement A. Leleux, 105 rue royale à Bruxelles, puis André Lepers, 26 rue Saint-Laurent à Bruxelles.
Le mensuel publie chaque mois plusieurs récits complets en noir et blanc destinés aux garçons et aux filles, et déjà publiés pour la plupart, dans des revues et journaux américains (Bob Rilet, Luc Bradefer, Cisco Kid...), belges (Corentin, Dag et Heidi, Félix, Néron, Primus et Musette, Sandy et Hoppy, Zig et Puce, ... ), espagnols (Dan Jensen, La Pension des bleuets, ... ), français (Alerte à la Terre, Blason d'argent, Sitting Bull), et hollandais (Les Aventures du capitaine Rob, Otto, ...). 

### Auteurs publiés
- Béoc[1], Les Aventures de Pluche, Dudule
- Berck, Ken Krom
- Jesús Blasco, Dan Jensen
- Jeff Broeckx et Maria De Winter, Dag et Heidi
- François Craenhals, Primus et Musette
- Paul Cuvelier, Corentin, La Passion de Jésus-Christ
- Manuel Cuyàs et Antonio Turnes Ardanuy, La pension des bleuets (Cristina y sus amigas - Landers School)
- Roy D'Amy (Rinaldo Dami) et Antonio Lupatelli, Hayawatha
- Dut et Jacques François, Sitting Bull
- Franz et Vicq, La nuit des gargouilles
- Gérald Forton, avec Jean-Michel Charlier, Kim Devil, avec Yvan Delporte, Alain Cardan,
- Gloesener et Auguste Liquois, La Grande Peur
- Frank Godwin, Bob Rilet
- Greg, Zig et Puce
- Jean-Pol, Calypso mène la danse
- Kline, Iseult, Aventure au Tibet (Colonel X)
- Pierre Kosc[2], Valentin (scénario : Georges Leunis)
- Pieter Kuhn, Les Aventures du Capitaine Rob
- Lambil, Sandy et Hoppy
- José Larraz, Jed Foran, Hommes et Bêtes
- Pierre Le Guen, L'Orpheline du Cirque
- Marijac et Christian Mathelot, Alerte à la Terre, Le fils du boucanier
- Mouminoux, Blason d'argent
- Maréchal, Prudence Petitpas
- Bob Mau, Labrosse et Calibre
- Paul Norris, Luc Bradefer (Brick Bradford)
- Jef Nys, Jojo, Les lutins (Met Langteen en Schommelbuik voorwaarts)
- José Luis Salinas, Cisco Kid
- Marc Sleen, Néron
- Gerrit Stapel, Otto
- Maurice Tillieux, Félix, Marc Jaguar

## Période 1973 - 1976
À partir du no 191 de septembre 1973, le mensuel est repris par les éditions Rossel, qui le transforment en album couleur.
Le dernier no , le 229, est sorti en novembre 1976.

### Auteurs publiés
- Dino Attanasio, Signor Spaghetti
- Jo-El Azara, Taka Takata
- Mic Delinx et Christian Godard, La Jungle en folie
- Christian Denayer et André-Paul Duchâteau, Alain Chevallier, Yalek
- Paul Norris, Luc Bradefer (Brick Bradford)
- Jef Nys, Gil et Jo